# Jenei György
| Jenei György                              | Jenei György                              |
| Kattints az alábbi külső linkek egyikére! | Kattints az alábbi külső linkek egyikére! |
| ----------------------------------------- | ----------------------------------------- |
| Nem található szabad kép.(?)              |                                           |
| külső link · jogvédett                    | Jenei György közgazdász                   |

Jenei György (Budapest, 1942. június 16. – Budapest, 2024. február 4.) magyar filozófus, szociológus, egyetemi tanár, az MTA doktora.

## Életpályája
Egyetemi tanulmányait az Eötvös Loránd Tudományegyetem, történelem–filozófia (B) szakán folytatta 1960–1965 között. 1972-ben az Eötvös Loránd Tudományegyetemen dr. univ, egyetemi doktori fokozatot szerzett. Kandidátusi értekezését szociológiából 1981-ben, MTA doktori értekezését 2010-ben védte meg. 1998-ban habilitált a Budapesti Közgazdaságtudományi Egyetemen. 
1965–1972 között a Marx Károly Közgazdaságtudományi Egyetem Filozófiai Tanszékén tanársegéd, majd 1972–1985 között ugyanott félállású adjunktus, majd 1985–1991 között Társadalmi Tervezési Tanszéken félállású docens.  
1972–1978 között az MSZMP Központi Bizottságának a munkatársa. 1978–1986 között az Országos Vezetőképző Központ főosztályvezetője. 1986–1988 között az Országos Tervhivatal Tervgazdasági Intézetének osztályvezetője. 1988–1990 között a Minisztertanácsi Hivatalban a miniszterelnök, Németh Miklós személyes tanácsadója. 1995–2013 között a Parlamenti Módszertani Iroda igazgatója. 2002–2010 között az Eszterházy Károly Főiskola (Eger) egyetemi tanára. 1991–2002 között a Budapesti Közgazdasági Egyetem főállású egyetemi docense, majd főállású egyetemi tanára, 2012-től haláláig professzor emeritusa. 
A Budapesti Corvinus Egyetemen 2008–2013 között a Egyetemi Doktori Tanács tagja, 2012–2024 között az Egyetemi Minőségügyi Koordinációs Bizottság elnöke. 2014-ben a Köz-Gazdaság (Review of Economic Theory and Policy) alapító szerkesztője volt. Kutatási témái: „Bürokrácia társadalompolitikai szerepvállalása” és „Reformtörekvések a modern közigazgatásban”. 
2004–2012 között kilenc alkalommal dolgozott vendégprofesszorként (alkalmanként 2 hónapig) a Leuveni Katolikus Egyetemen. 2006–07-ben kutatásvezető volt, kutatási témája: The Third Sector in a Changing World. Finanszírozó: European Science Foundation.

## Díjai, elismerései
- 1996 Széchenyi Professzori ösztöndíj
- 2004 Békésy György posztdoktori ösztöndíj, ELTE
- 2005 Alena Brunowska Award, NISP Acee
- 2005 Magyar Köztársasági Érdemrend tisztikeresztje, polgári tagozat
- 2006 Professor Honoris Causa, Petru Maior Egyetem, Marosvásárhely, Románia
- 2010 Magyary Zoltán Emlékérem, Budapesti Corvinus Egyetem Közigazgatási Kar
- 2011 Doctor Honoris Causa, University of Vaasa, Finnország
- 2011 Doctor Honoris Causa, Tallinn University of Technology

## Legfontosabb publikációi
- A munkahelyi agitáció termelést segítő szerepe, helyzete, irányelvei, feladatai és néhány problémája. Budapest: Kossuth Kiadó, 1974
- Bevezetés a filozófiába: Társadalomelméleti alapismeretek a gimnázium és a szakközépiskola IV. osztálya számára. Tankönyvkiadó, 1985. 2. kiadás, 1989
- Az 1848 utáni polgári filozófia fő irányai (társszerzők: Rezső Margit, Gondi József) Budapesti Közgazdaságtudományi Egyetem. Budapest: Tankönyvkiadó, 1991
- Közpolitika. Jegyzet; BKE, Budapest, 1996 (Tansegédletek sorozat)
- Gulyás Gyula–Jenei György: Bevezetés a közpolitikába; Parlamenti Módszertani Iroda–BKE Közszolgálati Tanulmányi Központ, Budapest, 1999 (Tansegédletek sorozat)
- Összehasonlító közpolitika (társszerző Gulyás Gyula); Aula Kiadó, Budapest, 2002
- Közigazgatás-menedzsment. A Budapesti Kommunikációs Főiskola tankönyvei, 1587-9909; 7. Budapest: Századvég, 2005
- Komparatív közpolitika (Elméleti megközelítések és nemzetközi esettanulmányok a közpolitika körében); akadémiai nagydoktori értekezés, 2007[4]
- Jenei György–Călin Hinţea–Şuta Ştefan: Bevezetés a közigazgatásba; Státus, Csíkszereda, 2008 (Civitas közigazgatási jegyzetek)
- Bevezetés a társadalompolitikába: [Lételmélet, intézmények, hatóerők] Bologna-tankönyvsorozat. BA, 1788-4713. Budapest: Aula, 2008
- Magyar etnikai identitás és magyar állami szuverenitás. Történeti adalékok az eredetről, a történeti trendekről és a külső megítélésről. Polgári Szemle. 2020. október 16.[5]
- Magyar etnikai identitás és magyar állami szuverenitás II. Polgári Szemle. 2021. augusztus 17.[6]